# An Min

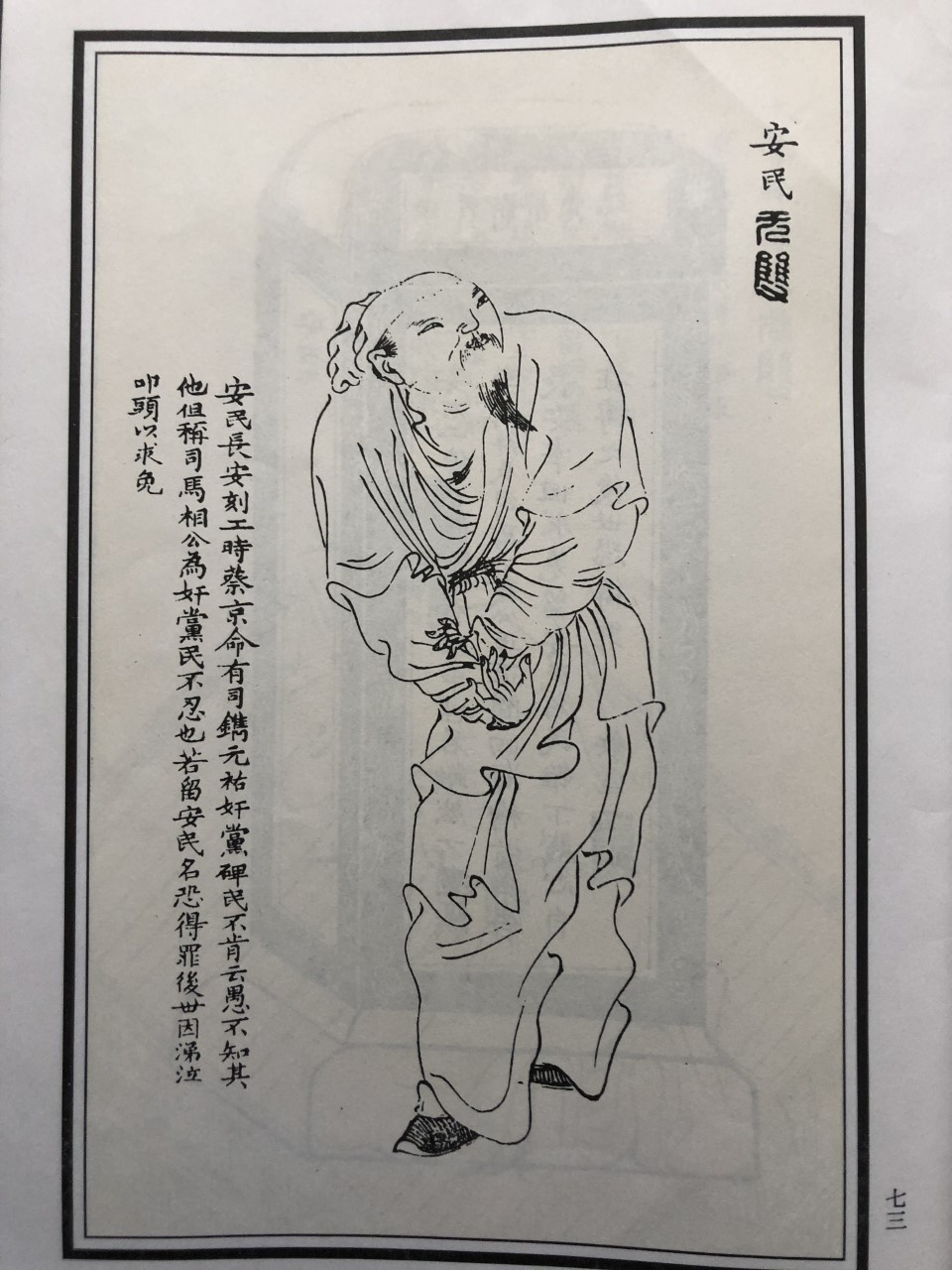
An Min zoals afgebeeld in de Wu Shuang Pu (無雙譜, Table of Peerless Heroes) door Jin Guliang

An Min (Chinees: 安民) (ca.1050 - 1125) was een officiële steenhouwer tijdens de Song-dynastie. Het verhaal van An Min wordt geëerd in de Geschiedenis van de Song om zijn eervolle karakter en uitstekende morele principes te prijzen.

## Werk
An Min werkte onder keizer Huizong van Song tijdens het Chongning-tijdperk (崇寧; 1102-1106) en weigerde de Yuanyou Dang Ren- stele voor de Yuanyou-partizanen te graveren  (Yuanyou-tijdperk: 元祐; 1086-1094). Met dit soort loyaliteit uitte An Min zijn politieke standpunt, terwijl andere ambtenaren hun stem niet durfden uit te spreken. Vanwege zijn integriteit werd An Min beroemd, ondanks zijn onbeduidende status.  
An Min wordt afgebeeld in de Wu Shuang Pu,  geschreven door Jin Guliang. De afbeeldingen voor dit boek werden vaak verspreid en hergebruikt, en vooral op porselein toegepast. 

## Nalatenschap
- Harvard Fine Arts Library, Special Collections; Stele recording relocation of stelae of classics.  An Min stele (1090). Harvard Universiteitsbibliotheek.  Harvard Library.
- Harvard Fine Arts Library, Special Collections; Tomb epitaph of You Shixiong.  An Min stele (1097). Harvard Universiteitsbibliotheek.  Harvard Library.